# ルイス・パエス・パチェコ
ルイス・パエス・パチェコ（Luis Paes Pacheco、生年不詳 - 1640年8月3日）は、江戸時代初期に来日したポルトガルの使節である。

## 経歴・人物
ポルトガル領インドのコーチに生まれる。後に日本へ来航するが、日本との貿易に依存するマカオにとって死活問題であったことより、1639年（寛永16年）に江戸幕府からポルトガル船来航禁止令が発令されマカオに追放された。その来航禁止の解除や通商の再開を祈願するために、翌年パチェコら4人の特使および74人のポルトガル人のマカオ市民を長崎に派遣させた。
しかし幕府はこれを拒否し、一か月後の8月3日（寛永17年6月16日）に出島に投獄され派遣された人々のうち、アフリカ人の水夫を13人以外のパチェコを含むほぼ全員が西坂で斬首刑に処された。なお刑に処されなかった派遣者は後に中国船によりマカオに送還されている。この影響もあり日本とポルトガルの通商は一時断絶となった。なおパチェコは宗教には熱心だったが、キリスト教の進展にはあまり熱心していなかったと『バタヴィア城日誌』に言及されている。